# Fausta
A Fausta Gaetano Donizetti kétfelvonásos operája (opera seria). A szövegkönyvet Domenico Gilardoni kezdte el írni egy ismeretlen mű alapján. Gilardoni halálát követően a szövegkönyvet a zeneszerző fejezte be. A művet 1832. január 12-én mutatták be először a nápolyi Teatro di San Carlóban. Magyarországon még nem játszották.

## Szereplők
| Szereplő                                                   | Hangfekvés   | Az ősbemutató szereposztása |
| ---------------------------------------------------------- | ------------ | --------------------------- |
| Nagy Konstantin, Róma császára                             | bariton      | Antonio Tamburini           |
| Fausta, második felesége                                   | szoprán      | Giuseppina Ronzi de Begnis  |
| Beroe, fogoly, Crispo szerelme                             | mezzoszoprán | Virginia Eden               |
| Crispus, Konstantin fia                                    | tenor        | Giovanni Basadonna          |
| Massimiano, Fausta apja                                    | basszus      | Giovanni Campagnoli         |
| Licinia                                                    | alt          | Edvige Ricci                |
| Albino, börtönőr                                           | tenor        | Giovanni Revalden           |
| A császár rokonai és tanácsadói, szenátorok, katonák, nép. |              |                             |

## Cselekménye
Az ifjú Crispus, Konstantin fia győztesen tér vissza galliai hadjáratából. Arra kéri apját, egyezzen bele házasságába Irella gall hercegnővel. Mostohaanyja, Fausta azonban ellenzi a házasságot, mert titokban szerelmes Crispusba. Feltárja neki érzelmeit és azzal fenyegeti meg, ha ezt nem viszonozza, Irellán fog bosszút állni. Crispus térden állva könyörög kegyelemért, amikor belép a császár. A felreértett helyzetet Fausta arra használja, hogy éppen azzal vádolja meg Crispust, amiben ő a bűnös. A feldühödött császár száműzi fiát. A császár apósa, Maximianus, kihasználva a helyzetet megpróbálja átvenni a hatalmat a császártól. Crispus leleplezi szándékát, de Maximianus elhiteti a császárral, hogy tulajdonképpen a fia az összeesküvő. Crispust halálra ítélik. Fausta belopakodik a börtönbe, könyörög, hogy szökjenek el együtt, de Crispus nem hajlandó. Maximianus gyorsan kivégezteti a fiút. Fausta öngyilkos lesz. A császár haldokló  feleségétől tudja meg, hogy fia mindenben ártatlan volt.